# 光阳站
光陽站（：／ Gwangyang yeok */?）是慶全線沿線的一座鐵路車站，位于韓國全羅南道光陽市光陽邑，有無窮花號列車停靠。光陽製鐵線從此站岔出。

## 历史
- 1967年2月9日 - 落成使用[1]。

## 圖片

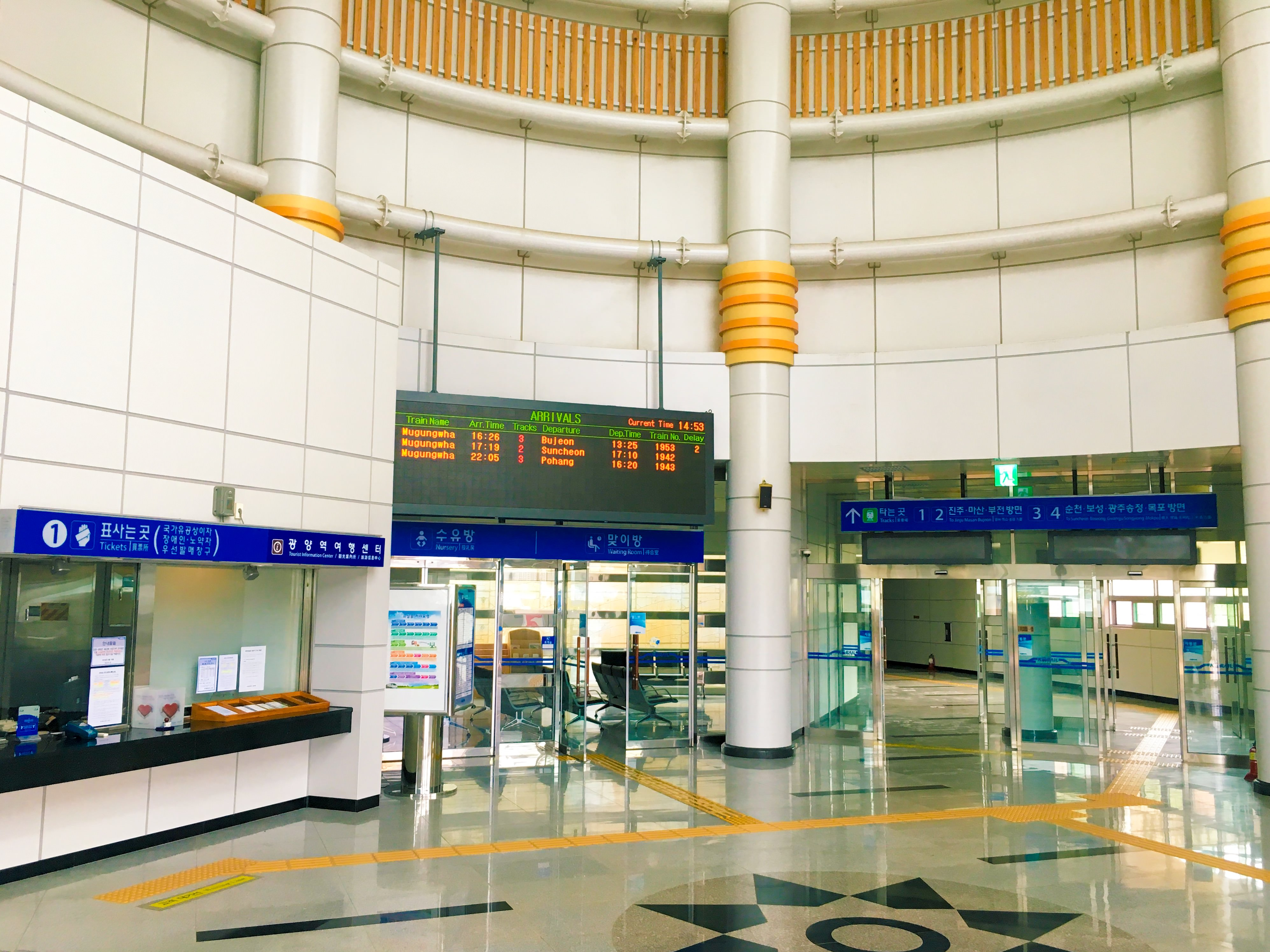
車站內部
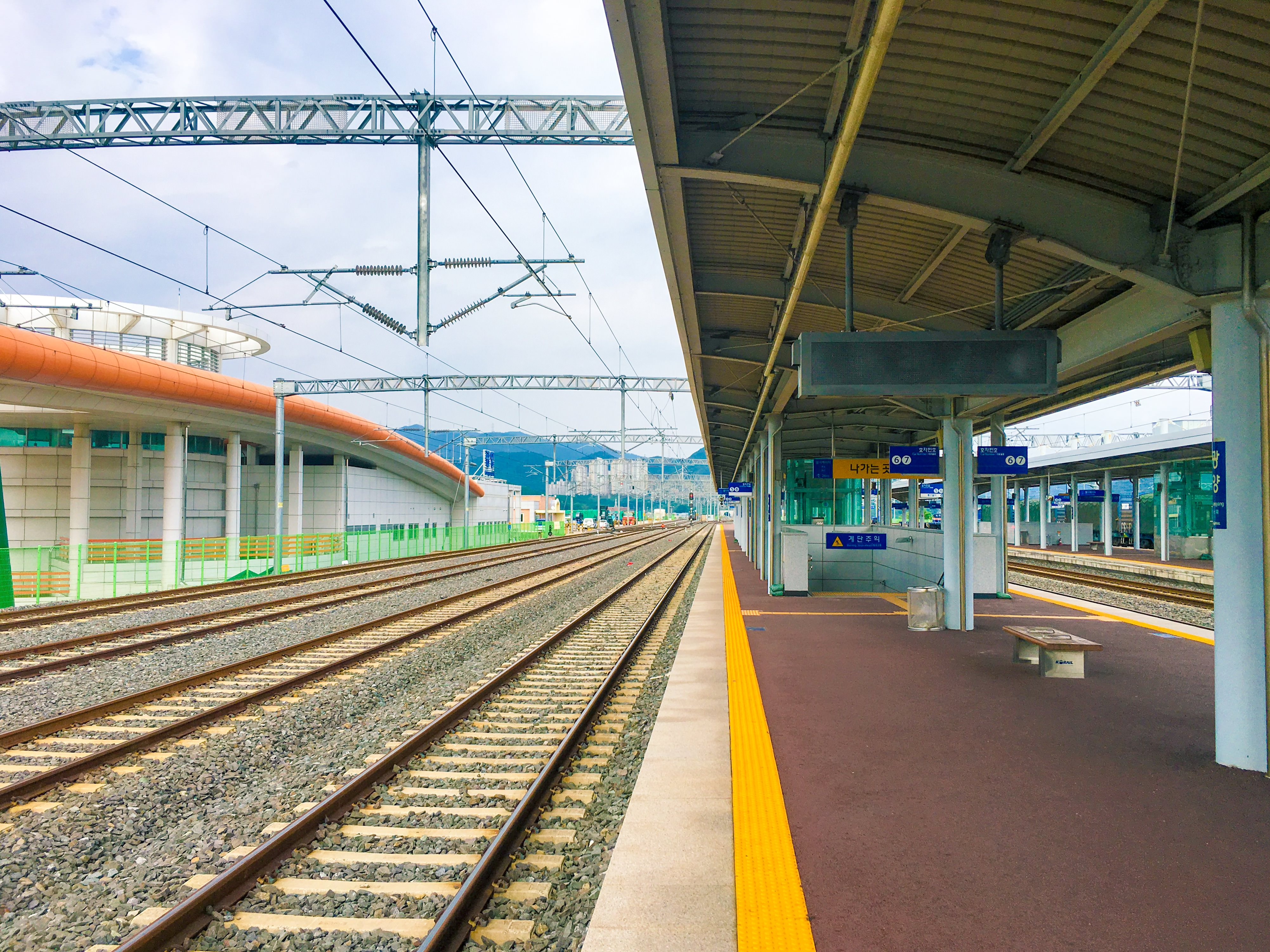
候車月台
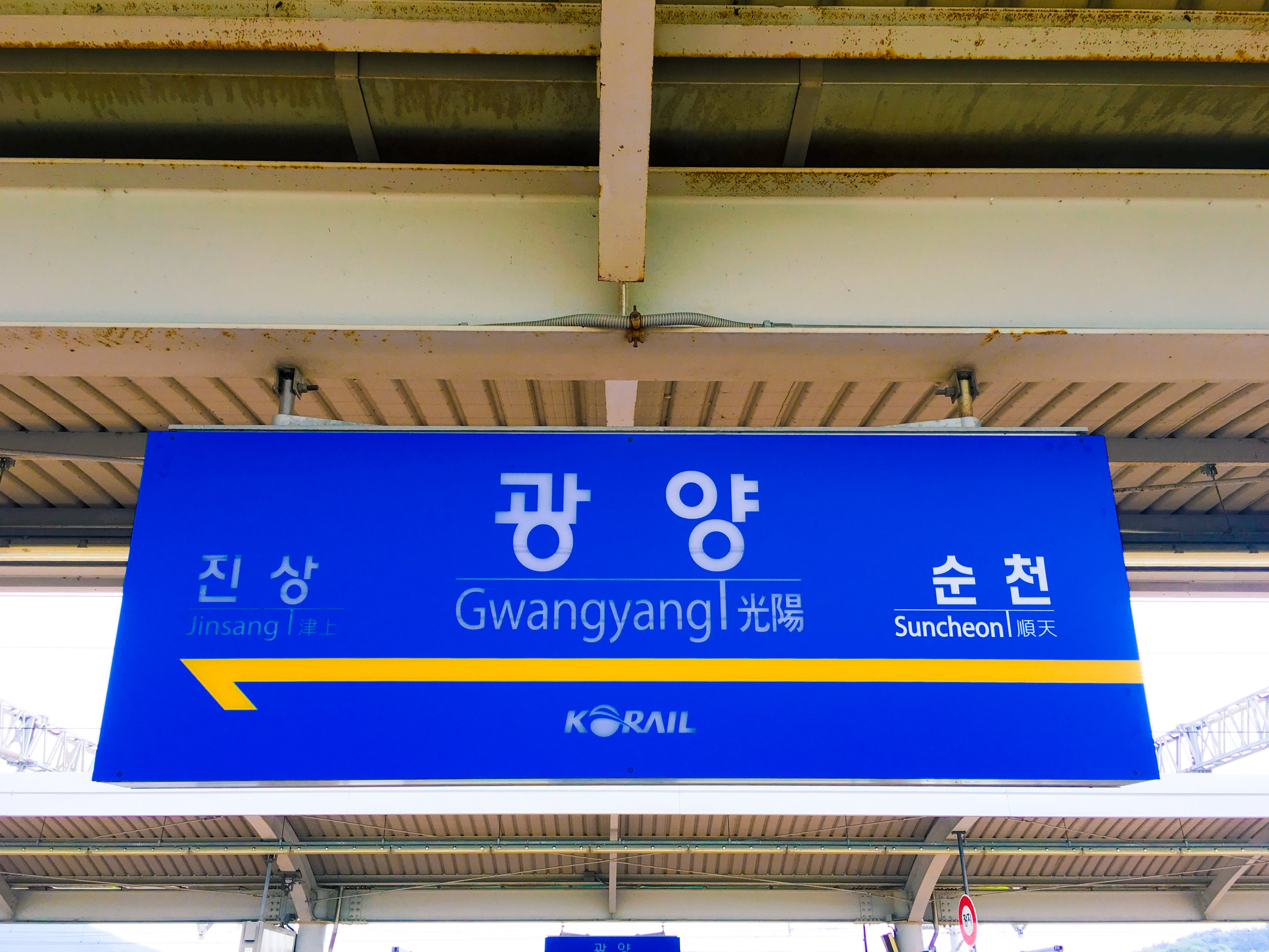
站名牌
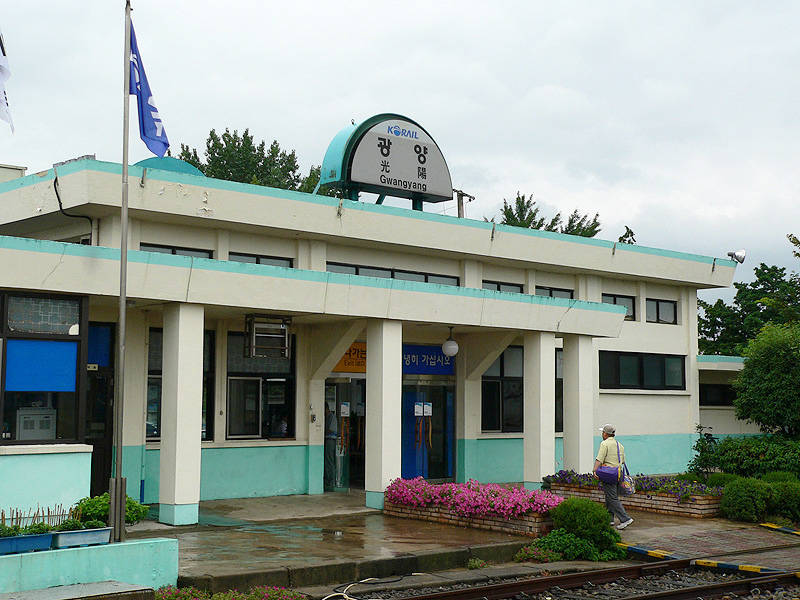
舊站舍

## 相鄰車站
韓國鐵道公社
慶全線
津上－光陽－平和
光陽製鐵線
光陽－草南